# Operation Petticoat (televisieserie)
Operation Petticoat is een Amerikaanse komedieserie die op de Amerikaanse televisie werd uitgezonden van 1977 tot 1979. Het was een voortzetting van de gelijknamige film Operation Petticoat. De serie besloeg 33 afleveringen verdeeld over twee seizoenen. Vanwege tegenvallende kijkcijfers werden de acteurs in het tweede seizoen grotendeels vervangen, maar de serie werd uiteindelijk stopgezet.
In de jaren 80 van de 20ste eeuw werd deze serie in Nederland uitgezonden door Veronica.

## Uitgangspunt
Het verhaal gaat over een met roze verf beschilderde onderzeeër, waarbij aan boord ook een aantal verpleegsters aanwezig zijn. Dit levert absurde situaties op.

## Rolverdeling
| Acteur               | Personage                    |
| -------------------- | ---------------------------- |
| Melinda Naud         | Luitenant Dolores Crandall   |
| Jim Varney           | Matroos "Doom & Gloom" Broom |
| Richard Brestoff     | Yeoman Hunkle                |
| John Astin           | Commandant Matthey Sherman   |
| Richard Gilliland    | Luitenant Nick Holden        |
| Yvonne Wilder        | Majoor Edna Howard           |
| Jamie Lee Curtis     | Luitenant Barbara Duran      |
| Dorrie Thomson       | Luitenant Ruth Colfax        |
| Bond Gideon          | Luitenant Claire Reid        |
| Christopher J. Brown | Vaandrig Stovall             |
| Kraig Cassity        | Matroos Dooley               |
| Wayne Long           | Chief Herbert Molumphrey     |
| Richard Marion       | Scheepsarts Mate Williams    |
| Michael Mazes        | Radiograaf Gossett           |
| Jack Murdock         | Machinist Mate Tostin        |
| Jesse Dizon          | Ramon Gallardo               |
| Peter Schuck         | Matroos Horwich              |
| Raymond Singer       | Luitenant Watson             |
| Randolph Mantooth    | Luitenant Mike Bender        |
| Robert Hogan         | Commandant Haller            |
| Jo Ann Pflug         | Luitenant Katherine O'Hara   |
| Warren Berlinger     | Machinist Dobritch           |
| Hilary Thompson      | Luitenant Betty Wheeler      |
| Fred Kareman         | Doplos                       |
| Don Sparks           | Matroos Horner               |
| Scott McGinnis       | Matroos Dixon                |
| Frank Peppiatt       | Admiraal Frank Borkman       |

## Trivia
- In de serie speelde Jamie Lee Curtis een rol, terwijl in de film haar vader Tony Curtis de hoofdrol speelde.
- Drie van de oorspronkelijke acteurs, Melinda Naud, Richard Brestoff en Jim Varney, mochten het tweede seizoen blijven.